# Sladká chilli omáčka

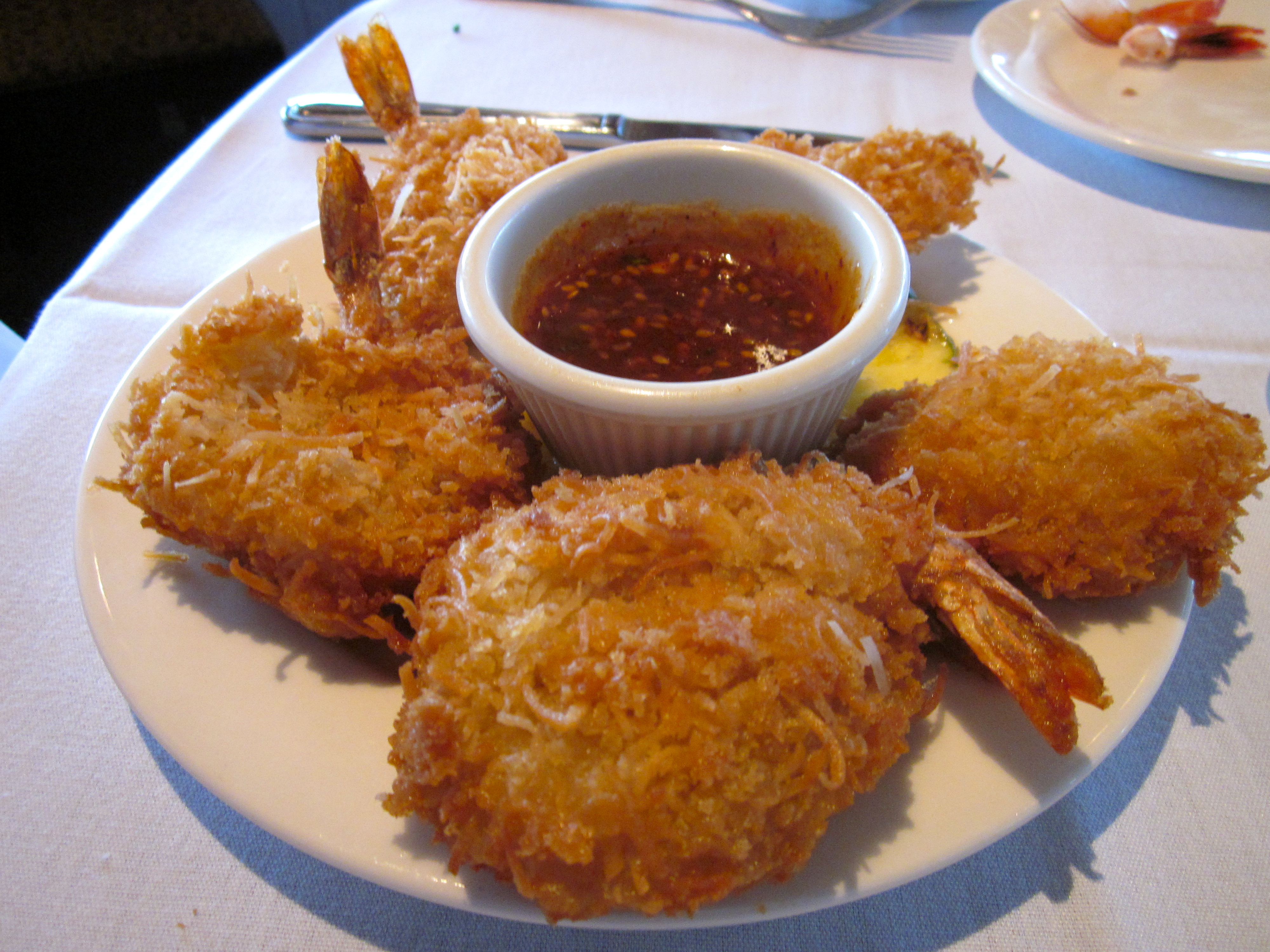
Obalované krevety se sladkou chilli omáčkou

Sladká chilli omáčka (ang. Sweet chilli sauce) je populární ochucovadlo používané celosvětově.

## Výroba
Hlavní ingrediencí pro výrobu omáčky jsou červené chilli papričky, rýžový vinný ocet a med či rafinovaný cukr pro sladkou chuť. Někdy může být doplňkovou ingrediencí také rybí omáčka či česnek.

## Použití
Používá se jako dip, zejména k obalovaným a smaženým pokrmům (např. krevety). V restauracích bývá k dispozici k individuálnímu dochucení některých jídel, zejména asijské kuchyně. Je možné ji zakoupit v lahvi v běžné obchodní síti i v České republice.